# Erdwerke von Sarup
Die Erdwerke von Sarup (dänisch Sarupanlæg; deutsch „Sarupanlagen“) sind 1967 entdeckte und zwischen 1971 und 1984 ausgegrabene prähistorische Erdwerke der Trichterbecherkultur (TBK) aus der frühen Jungsteinzeit im Süden der dänischen Insel Fünen.

## Beschreibung
Eine sandige Landzunge zwischen zwei Flüssen wurde mit einer etwa 3,0 Meter hohen Palisade aus 1.800 geteilten, 30–40 cm dicken Eichenstämmen eingezäunt. Das umfriedete Gebiet ist 8,5 Hektar groß. Entlang der Außenseite der Palisade wurden 19 durch Palisaden gesicherte  Einhegungen errichtet. Im Außenbereich gab es auch Häuser und ein System von Doppelgräben sowie länglichen Gruben. Es gab parallel weitere Palisaden, die den Zugang oder Bereiche für verschiedene Zwecke markierten. Der Zugang ist nur 1,4 m breit. In den länglichen Vertiefungen wurden Schädel von Rindern, Schafen und Schweinen sowie menschliche Schädel oder Teile von diesen und andere Knochen sowie Keramikscherben und ganze Gefäße gefunden. Die Sarupanlagen stammen von etwa 3400 v. Chr. und sind etwas älter als die Megalithanlagen.
Es gab keine Funde innerhalb der Palisade. Auf der Außenseite wurde zerscherbte Keramik, verbrannte Knochen (einschließlich menschlicher Knochen), zerbrannte Steine und Holzkohle gefunden. Der Bau einer solchen Anlage muss etwa drei Monate gedauert haben.
Um 3250 v. Chr. wurde mit Sarup II eine kleinere Anlage gebaut. Sie hatte die Form eines Halbmondes und eine Fläche von rund 3,5 Hektar. Sarup II hat eine umlaufende Palisade und außen zwei parallele Gräben. Während dieser Zeit wurden bereits Großsteingräber gebaut und eine Keramik von sehr hoher Qualität erzeugt, die vor den Gräbern durch Zerscherbung geopfert wurde.
Etwa 800 Anlagen dieses Typs wurden in Europa gefunden. In Dänemark sind etwa 30, unter anderem bei Haderslev, im Jægerspris und bei Skævinge in Nordseeland bekannt. In Norwegen wurde 2010 Hamresanden als bisher einzige Sarup-Anlage entdeckt. Ähnliche Anlagen sind auch Vasagårdsanlæg, oder die Kreisgrabenanlage von Goseck in Deutschland.